# Липицкий район
Липицкий район — административно-территориальная единица в составе Тульской губернии, Московской области и Тульской области РСФСР, существовавшая в 1924—1929 и 1935—1958 годах. Административный центр — Липицы (в 1926—1929 — Новоникольское).
Был образован в 1924 году в составе Чернского уезда Тульской губернии под названием Раевский район, но вскоре переименован в Липицкий. В августе 1924 в связи с ликвидацией Чернского уезда район был передан в Крапивенский уезд.
В 1926 году все уезды Тульской губернии были упразднены и Липицкий район перешёл в прямое подчинение Тульской губернии; при этом он был переименован в Ново-Никольский район.
7 августа 1929 года Ново-Никольский район был упразднён.
2 марта 1935 года был восстановлен как Липицкий район в составе Московской области. В его состав вошли следующие сельсоветы:
- из Каменского района: Ерховский, Молчановский, Спасо-Кривцовский
- из Плавского района: Жадомский, Новоникольский, Ольховский, Скородненский, Сухотинский
- из Тёпло-Огарёвского района: Голохвастовский, Крюковский, Мининский, Моховский, Поганцевский, Сергиевский
- из Чернского района: Акинтьевский, Архангельский, Булычевский, Воскресенский, Гнило-Ольховский, Кашарский, Краснопольский, Липицы-Зыбинский, Луженский, Никольский, Новогорковский, Новониколаевский, Новопокровский, Орловский, Румянцевский, Тишково-Слободский, Троицкий, Хуторский.

26 сентября 1937 года Липицкий район был включён в состав Тульской области.
1 августа 1958 года Липицкий район был упразднён, а его территория разделена между Каменским, Тёпло-Огарёвским и Чернским районами.